# Улица 30 лет Победы (Ижевск)
У́лица 30 лет Побе́ды — улица в Ижевске, проходит в Октябрьском районе города. Главная улица Северо-Западного жилого района, неофициально именуемом, как «Городок металлургов». Располагается между Песочной и Школьной улицами. Направлена с юга на север от улицы Кирова до улицы 50 лет ВЛКСМ. Протяжённость улицы 1,7 километра.
Пересекает 1-ю, 2-ю, 3-ю, 4-ю, 5-ю, 6-ю и 7-ю Подлесную улицы.
Слева примыкает Студенческая улица.
Справа примыкают улицы 8-я Подлесная и 9-я Подлесная.

## История
До середины XX века улица изначально носила название Прудовый переулок и пролегала в рабочей слободке Колтома, располагавшейся на северо-западной окраине Ижевска. Своё имя переулок получил в связи с тем, что по нему проходил спуск к Ижевскому пруду. В 1920-е годы северная часть переулка стала быстро застраиваться. Всего за одни сутки новым жильцам нужно было возвести сруб на пустом участке, чтобы оттуда пошёл дым — в этом случае власти передавали участок в пользование хозяевам. С начала 1960-х годов улица стала расширяться. Здесь ведётся крупное жилищное строительство для заселения рабочих Ижевского металлургического завода. С тех пор местные жители именуют этот район «Городком металлургов».
15 мая 1975 года по приказу исполкома Ижевского горсовета Прудовый переулок переименован в улицу 30 лет Победы в честь празднования 30-летнего юбилея победы Советского Союза в Великой Отечественной войне.

## Здания и сооружения
Улица застроена преимущественно пяти- и девятиэтажными жилыми домами типовых проектов начала 1970-х годов.
Примечательные здания:
- № 2 — БЦ «Академ-Парк», деловой центр 2008 года постройки, 5-й корпус ИжГТУ[9]
- № 37 — 4-й корпус ИжГТУ;
- № 100 — Республиканская клиническая психиатрическая больница.

## Транспорт
Улица 30 лет Победы является главной транспортной артерией Северного жилого района («Городка металлургов»). По ней проходит часть маршрутов общественного транспорта Ижевска, которые связывают район с центральными, восточными и южными частями города:
- маршруты троллейбуса №: 6, 6д, 9;
- маршруты автобуса №: 29, 36, 79;
- маршрутное такси №: 18, 52, 334.

Также в районе перекрёстка с 4-й Подлесной улицей улицу 30 лет Победы пересекает трамвайная линия, с одноимённой остановкой, до которой можно добраться маршрутами №: , ,  и .